# Julodis aequinoctialis
Julodis aequinoctialis es una especie de escarabajo del género Julodis, familia Buprestidae. Fue descrita científicamente por Olivier en 1790.